# Asociación Argentina de Hockey sobre Hielo y En Línea
Die Asociación Argentina de Hockey sobre Hielo y En Línea (AAHHL) (Argentinischer Eis- und Inlinehockeyverband) ist der nationale Eishockeyverband Argentiniens.

## Geschichte
Der Verband wurde 1998 in die Internationale Eishockey-Föderation aufgenommen. Der Verband gehört zu den assoziierten Mitgliedern der IIHF und hat daher auf deren Vollversammlung kein Stimmrecht. Aktueller Präsident ist Hector Iannicelli. 
Der Verband kümmerte sich zunächst überwiegend um Inlinehockey. Seit 2012 kümmert er sich jedoch auch um die Durchführung der Spiele der argentinischen Eishockeynationalmannschaft sowie der Frauen-Nationalmannschaft.